# Obelisk auf dem Löwenwall

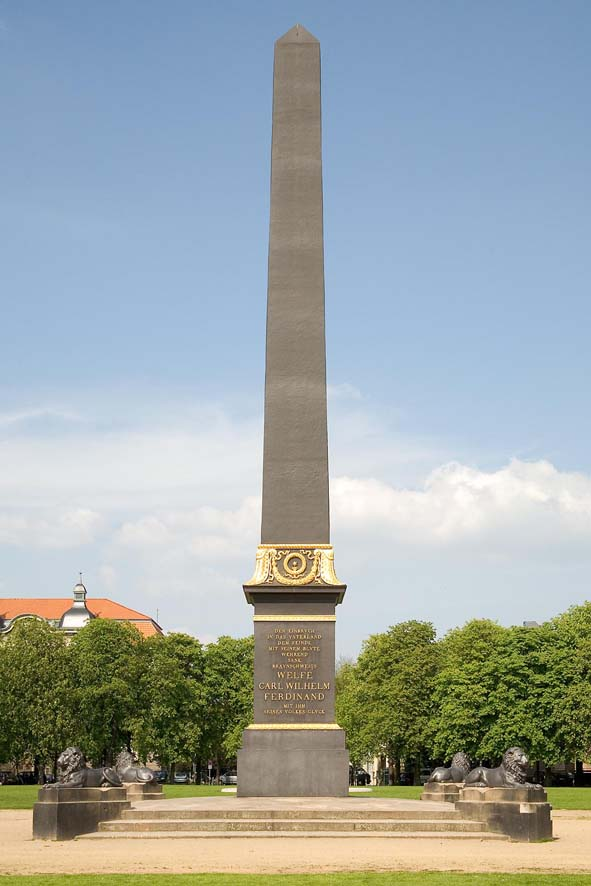
Gesamtansicht des Denkmals

Der Obelisk auf dem Löwenwall, zeitgenössisch Vaterländisches Denkmal genannt, ist ein Denkmal auf dem Löwenwall in Braunschweig, einem Teil des Wallrings im Stadtbezirk Innenstadt. Errichtet wurde er 1823 als Ehrenmal für die in den Befreiungskriegen gegen Napoleon I. gefallenen Braunschweiger Herzöge Karl Wilhelm Ferdinand und Friedrich Wilhelm.

## Geschichte

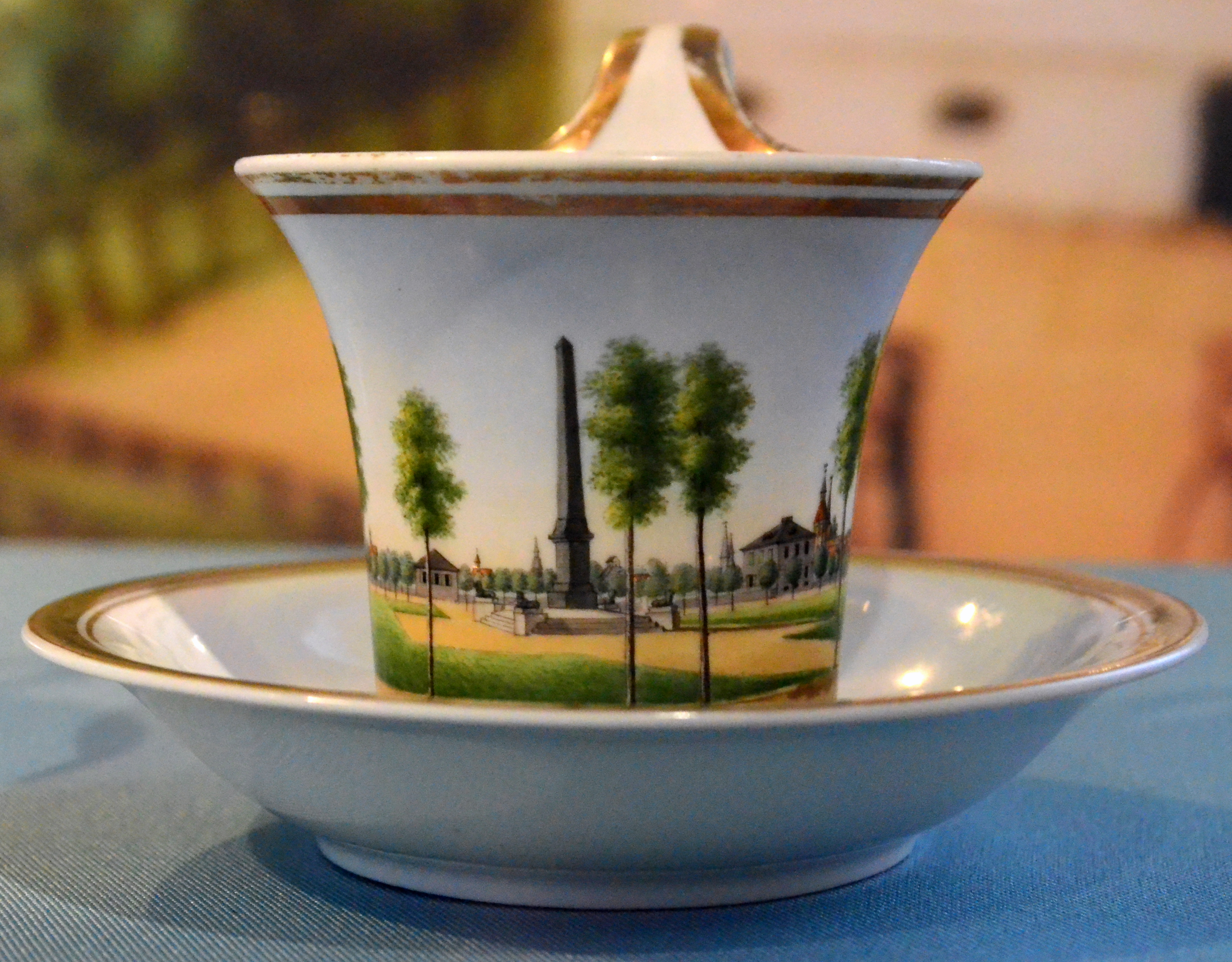
Der Obelisk nach einem Stich von 1823 (Tasse der Porzellanmanufaktur Fürstenberg)

Zwischen 1812 und 1820 wurden die Wallanlagen der Stadt Braunschweig durch Peter Joseph Krahe umgestaltet. Als Teil der Augusttor-Promenade entstand ein 3,1 Hektar großer Platz, der nach Errichtung des Denkmals der Monumentplatz wurde. 1904 erhielt er seinen heutigen Namen Löwenwall.
Der Obelisk wurde als Denkmal für Herzog Karl Wilhelm Ferdinand (1735–1806) und seinen Sohn Herzog Friedrich Wilhelm (1771–1815) errichtet. Karl Wilhelm Ferdinand fiel als Oberkommandierender der preußischen Armee in der Schlacht bei Jena und Auerstedt. Sein Sohn und Nachfolger Friedrich Wilhelm, auch „der Schwarze Herzog“ genannt, war mit seiner „schwarzen Schar“ ein legendärer Held der Befreiungskriege. Er fiel in der Schlacht bei Quatre-Bras.
Die Initiative zur Errichtung des Ehrenmals ging von einflussreichen Bürgern der Stadt aus. Der Obelisk wurde am 13. August 1823 eingeweiht. In den Jahren 1996/1997 erfuhr das Denkmal eine umfassende Restaurierung, finanziert von der Stadt Braunschweig und mehreren Stiftungen.

### Rezeption
Das Denkmal entstand durch die Initiative von Bürgern. Es ist, so Ulrich Knufinke, „ein frühes Beispiel für einen im 18. Jahrhundert des ancien régime undenkbaren Vorgang: Das Volk errichtete seinen toten Herrschern ein Denkmal und übernahm damit gleichsam die Hoheit über das öffentliche Gedenken“.
Neben dem Gedenken und Dank an den jüngeren Herzog, der Braunschweig 1813 von der Franzosenherrschaft befreit hatte, sollte das Denkmal „aber auch ‚erziehen‘. Die Begriffe ‚Vaterland‘ und ‚Deutschland‘ zielten auf eine Stärkung des Patriotismus und die Kriegs- und Opferbereitschaft für nationale Ziele.“ Es stand damit quer zum landesherrlichen Partikularismus. 
Einen vergleichbaren Obelisken errichtete Bayern 1833 in München seinen 1812 gefallenen Soldaten. Dazwischen lag der Braunschweiger Volksaufstand von 1830, bei dem der Herzog gestürzt und das Schloss niedergebrannt wurde.

## Bauwerk
Das Denkmal wurde ebenfalls nach einem Entwurf von Krahe ausgeführt und steht in der Mitte des Platzes. Auf einer dreistufigen quadratischen Steinterrasse erhebt sich auf einem viereckigen, abgetreppten Inschriftsockel der Obelisk. Sockel und Obelisk bestehen aus Gusseisen. Die Gesamthöhe des Denkmals beträgt 22 Meter. An den Ecken der Plattform liegen vier gusseiserne Löwen, die der Bildhauer Johann Gottfried Schadow modellierte.
Die Teile des Denkmals wurden von den Fürstlichen Braunschweigischen Hüttenwerken in Zorge im Harz gegossen. Der Schaft besteht aus vier Platten mit einer Länge von 12,8 Metern und einer Stärke von 25 Millimetern. Am Fuß sind diese 1,4 m breit. Die Platten wurden verschraubt und mit Hilfe eines Gerüsts in den Sockel eingefügt. Dieser ist mit klassizistischen vergoldeten Ornamenten verziert und besteht aus vier Tafeln mit Inschriften. Spannanker führen vom Schaft zu einem gusseisernen Rost unter der Plattform und geben dem Monument seine Stabilität.

## Inschriften

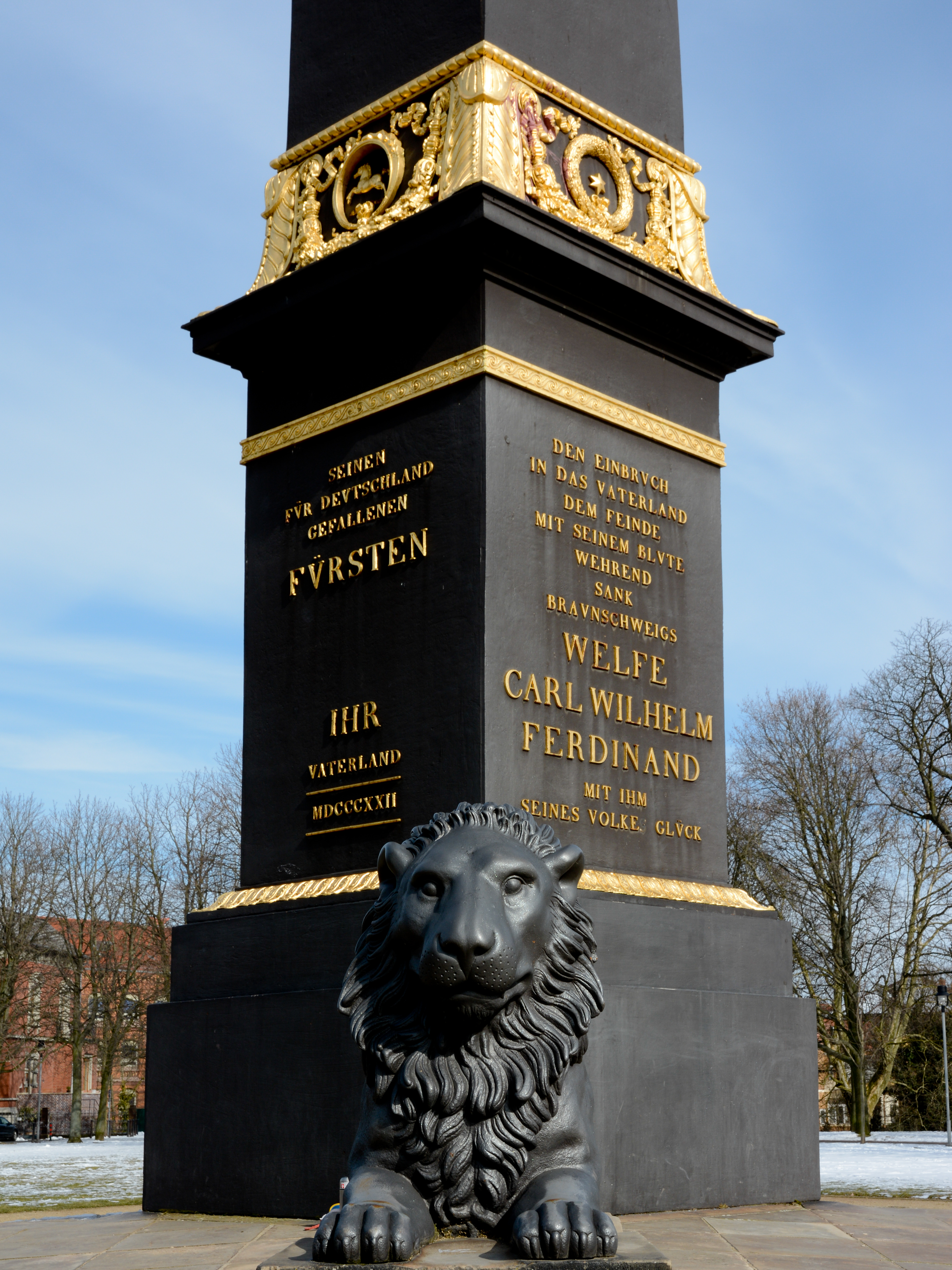
Sockel und einer der Löwen

| Norden                                                                | Westen | Osten | Süden                                                               |
| --------------------------------------------------------------------- | --- | --- | ------------------------------------------------------------------- |
| SEINEN FÜR DEUTSCHLAND GEFALLENEN FÜRSTEN IHR VATERLAND — MDCCCXXII — | DEN EINBRUCH IN DAS VATERLAND DEM FEINDE MIT SEINEM BLUTE WEHREND SANK BRAUNSCHWEIGS WELFE CARL WILHELM FERDINAND MIT IHM SEINES VOLKES GLÜCK | DES VATERLANDES VOM FEINDE NEU BEDROHETES GLÜCK SCHÜTZEND IN RETTENDER SCHLACHT SANK BRAUNSCHWEIGS WELFE FRIEDRICH WILHELM AN SEINER KRIEGER SPITZE | IHR RUHM LEBT EWIG DAURE MIT IHM IHR STAMM DEM VATERLANDE ZUM SEGEN |
| Anmerkung: Die Buchstaben „U“ und „Ü“ sind in V-Form gestaltet.       | | |                                                                     |

## Lichtparcours 2024

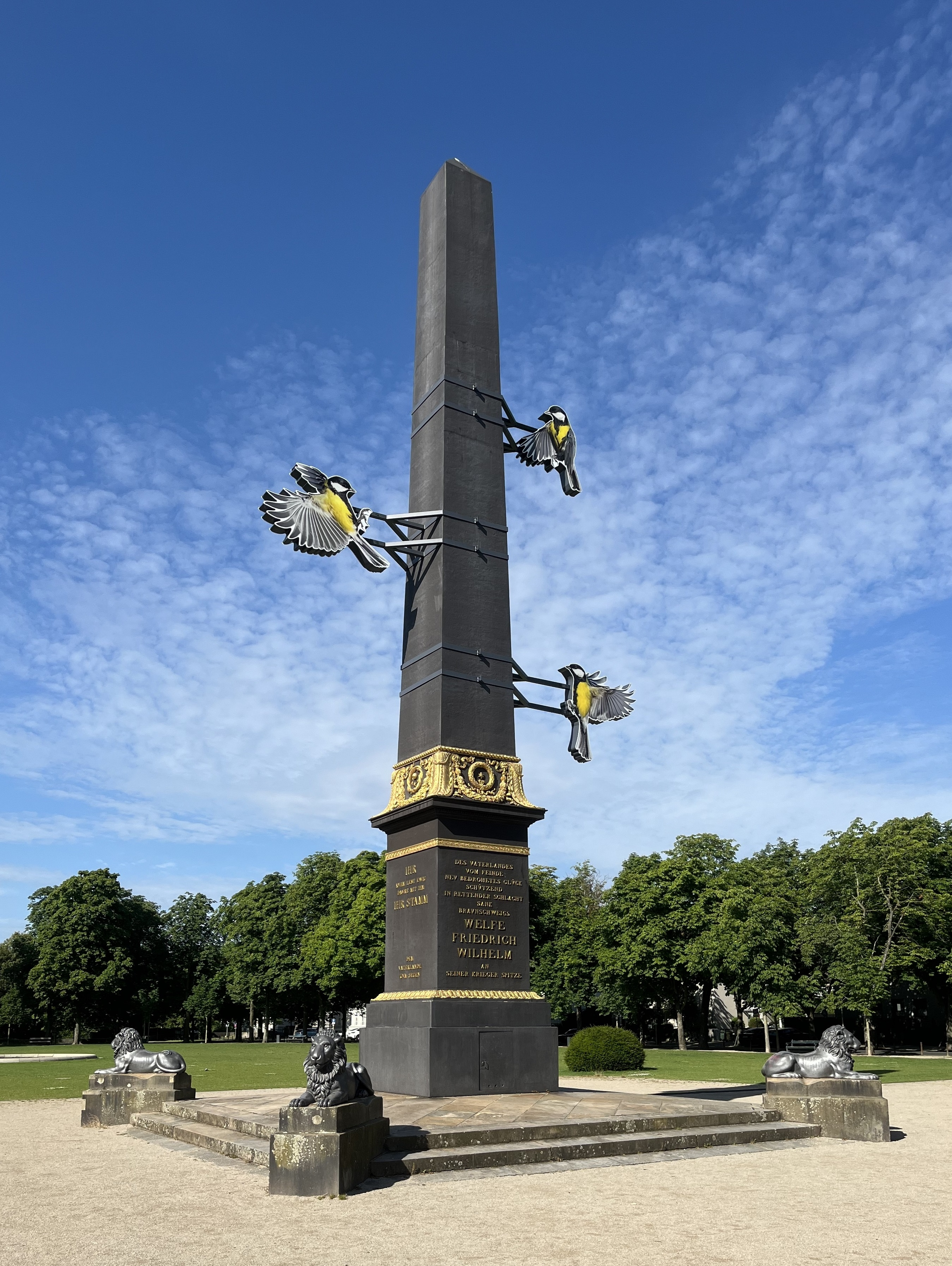
Obelisk mit Installation Great Tits Mobbing Phallic Landmark zum Lichtparcours 2024

Zum Braunschweiger Lichtparcours 2024 wurde am Obelisk die Installation Great Tits Mobbing Phallic Landmark von Jens Pecho angebracht. Sie besteht aus drei Leuchtkästen, die überdimensionale Kohlmeisen (engl. Great Tits) im Anflug auf das Monument darstellen.

## Trivia
Ein fünfter Löwe, angeblich eine „Ersatzfigur“ für den Obelisken, ziert den Löwenbrunnen in Braunschweig.

„Auf dem Monumentplatz, der später in ‚Löwenwall’ umgetauft wurde, umkränzten Doppelreihen alter Kastanien das Oval der Rasenflächen mit ihren Springbrunnen und dem Obelisken in der Mitte im Mai mit ihren leuchtenden Blütenkerzen, im Herbst mit goldenem Vergilben.“